# Notaden melanoscaphus
Notaden melanoscaphus är en groddjursart som beskrevs av William Hosmer 1962. Notaden melanoscaphus ingår i släktet Notaden och familjen Limnodynastidae. IUCN kategoriserar arten globalt som livskraftig. Inga underarter finns listade i Catalogue of Life.